# Cuncolim
Cuncolim là một thành phố và là nơi đặt hội đồng đô thị (municipal council) của quận South Goa thuộc bang Goa, Ấn Độ.

## Nhân khẩu
Theo điều tra dân số năm 2001 của Ấn Độ, Cuncolim có dân số 15.848 người. Phái nam chiếm 49% tổng số dân và phái nữ chiếm 51%. Cuncolim có tỷ lệ 78% biết đọc biết viết, cao hơn tỷ lệ trung bình toàn quốc là 59,5%: tỷ lệ cho phái nam là 83%, và tỷ lệ cho phái nữ là 74%. Tại Cuncolim, 9% dân số nhỏ hơn 6 tuổi.